# Gressittidium flavicoxa
Gressittidium flavicoxa är en tvåvingeart som beskrevs av Hardy 1986. Gressittidium flavicoxa ingår i släktet Gressittidium och familjen borrflugor. Inga underarter finns listade i Catalogue of Life.